# Замок Противин
Противин — один из старейших средневековых замков Чехии. Замок расположен в городе Противин, район Писек Южночешского края.
Построен в XIII веке на левом берегу реки Бланице. В 1334 году чешский король Карел I выкупил замок Противин у его хозяев. Позднее король Сигизмунд вновь передал его в частное владение, и Противин в течение XIV — первой половины XIX века сменил множество хозяев: им владели Ольдржих II из Рожмберка, Войтех I из Пернштейна, Андреас Унгнад цу Зоннегг (с 1515), Яхим из Градца и его потомки (с 1562), Йиржи Вратислав из Митровиц, род Ризенбергер фон Швинау (с 1660), с 1711 — князья Шварценберги и др.
Протвинский замок имеет слегка трапециевидную форму. Первоначально был построен в готическом стиле. В XVII веке перестроен сперва в стиле ренессанса, затем — в стиле барокко. Последние изменения в стиле и очертании в результате реконструкции произошли в начале XVIII века. Общая (полезная) площадь 7750 м². На осень 2015 года находится в частных руках.